# Xian de Yingshan (Sichuan)
Pour les articles homonymes, voir Yingshan.
Le xian de Yingshan (营山县 ; pinyin : Yíngshān Xiàn) est un district administratif de la province du Sichuan en Chine. Il est placé sous la juridiction de la ville-préfecture de Nanchong.

## Démographie
La population du district était de 864 958 habitants en 1999.